# Gian Battista Brocchi

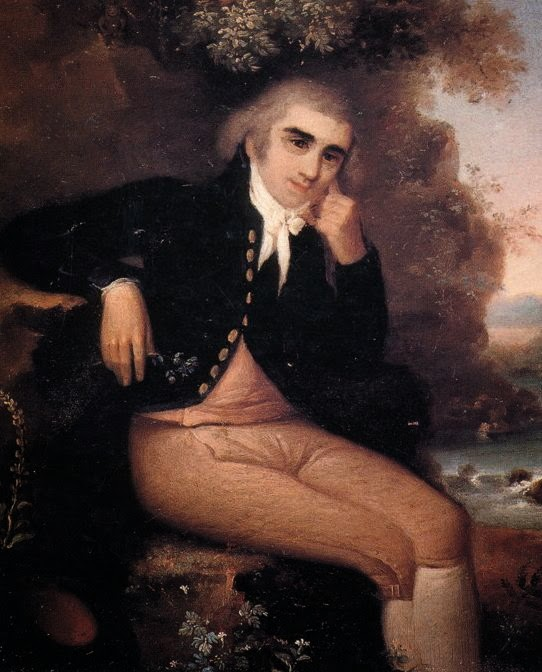
Gian Battista Brocchi.j

Gian Battista Brocchi, född den 18 februari 1772 i Bassano del Grappa, död den 25 september 1826 i Khartoum, var en italiensk naturforskare och ingenjör.
Brocchi blev 1801 professor i naturhistoria i Brescia och senare inspektör för bergverken. Han dog under en resa i Sudan. Brocchis förnästa geologiska arbete är Conchiologia fossile subapennina (1814) där han beskriver Italiens tertiära molluskfauna och behandlar dess förekomst i olika lager. Dessutom lämna han där en översikt över förekomsten av vertebratrester i Italiens tertiär samt över Apenninernas geologiska byggnad. Brocchi uttalade sig bestämt mot mäktiga katastrofer som skulle helt eller delvis förött den organiska världen, utan var övertygad om en ständig, lagbunden utveckling.